# Burg Diemantstein
Die Burg Diemantstein ist eine abgegangene Höhenburg beim Ortsteil Diemantstein der Stadt Bissingen im Landkreis Dillingen an der Donau in Bayern.

## Geschichte

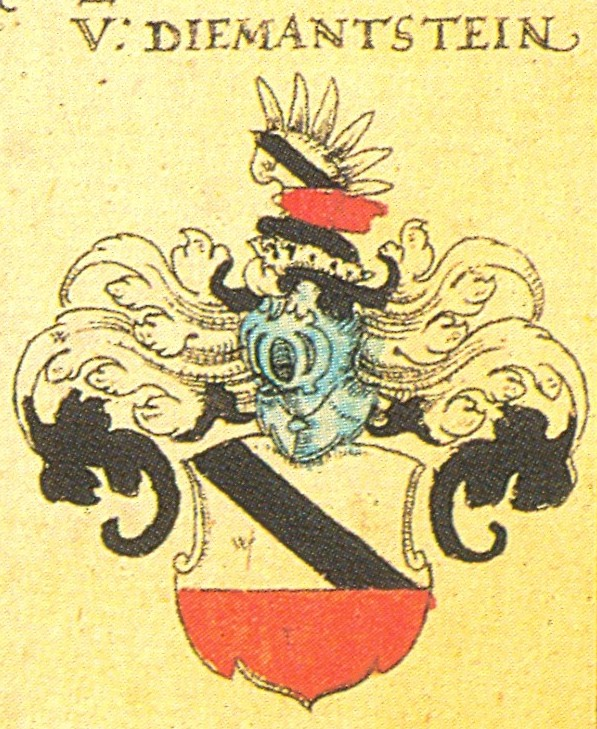
Wappen derer von Diemantstein nach Johann Siebmacher (1605)

Aus einer Seitenlinie der Herren von Fronhofen-Hohenburg gingen die Herren vom Stain oder von dem Stain hervor. Sie werden 1236 erstmals urkundlich überliefert. Vor 1236 erbauten sie eine Burg, die sie Stain nannten. Da dieser Burgenname mehrfach vorkam, fügten sie zur Unterscheidung den Personennamen Diemo hinzu.